# Військовий осавул
Військовий осавул – виборна службова особа, яка обіймала одну з найважливіших військово-адміністративних посад у Запорозькій Січі 16-18 ст. 
Обирався на військовій раді терміном на один рік. 
У мирний час стежив за дотриманням порядку на Січі, у воєнний час – у таборі. 
Правив заготівлею провіанту на випадок війни; розподілом за наказом кошового отамана грошової і натуральної платні, захистом інтересів запорожців у прикордонній зоні; охороною подорожуючих територією запорожців.
Очолював козацьку розвідку і стежив за ходом битв, вводячи, по мірі потреби, у бій резерви. 
У судових справах виконував роль слідчого – проводив дізнання з приводу суперечок між січовиками, злочинів серед сімейних козаків, розглядав скарги на місці, стежив за виконанням судових вироків, переслідував злочинців збройно. 
Знаком влади військового осавула була дерев’яна палиця з потовщеннями на кінцях, скріплена срібними кільцями.